# Ofelia Rodríguez Acosta
Pour les articles homonymes, voir Rodríguez et Acosta.
Ofelia de la Concepción Rodríguez Acosta García (Pinar del Río, 9 février 1902 – La Havane ou Mexico, 28 juin 1975) était une écrivaine, journaliste, féministe radicale, et militante cubaine. Elle écrivit des chroniques féministes, des histoires, des essais, des romans et une pièce. Elle est considérée comme l'une des plus célèbres personnalités réformatrices cubaines.

## Jeunesse
Le père de Rodríguez était un écrivain et intellectuel. Ofelia étudia à l'Institut de la Havane et reçut plus tard une bourse pour étudier en Europe ou au Mexique. Âgée de 12 ans, Rodríguez écrivit le roman Evocaciones publié en 1922.

## Carrière
Rodríguez était l'un des écrivains les plus prolifiques des années 1920 et 1930, publiant des romans, des histoires, une pièce et de nombreux articles de magazine. Avec Mariblanca Sabas Alomá, Rodríguez devint l'un des écrivains les plus influents attirant l'attention sur la cause féministe à Cuba dans la première moitié du XIXe siècle. Rodríguez avait une vie politique active durant cette période et écrivit de 1929 à 1932 pour le journal Bohemia où elle « développa des défis psychologiques radicaux pour le comportement prescrit des femmes cubaines. » Elle fonda et dirigea le journal Espartana (1927). Avec son contenu émoustillant, qui provoqua une indignation publique, son roman La Vida Manda (1929) fut le plus controversé de ses travaux.
Rodríguez faisait partie du groupe de femmes et d'intellectuels membres du Club des Femmes de Cuba, au sein duquel Rodríguez occupait la fonction de bibliothécaire. Elle appartenait également à l'Union du travail des femmes. Rodríguez vécut en Europe de 1935 à 1939 et s'installa finalement à Mexico. Les circonstances autour de sa mort sont ambiguës. Selon une première version, elle aurait souffert d'une dépression nerveuse, passé quelque temps dans un établissement psychiatrique et serait morte dans un asile au Mexique. Selon une autre version, elle serait morte dans une maison de soins à La Havane.